# Myrmecophila laguna-guerrerae
Myrmecophila laguna-guerrerae är en orkidéart som beskrevs av Carnevali, L.Ibarra och José Luis Tapia. Myrmecophila laguna-guerrerae ingår i släktet Myrmecophila och familjen orkidéer. Inga underarter finns listade i Catalogue of Life.